# Пятница Плот
Пятница Плот — село в Торжокском районе Тверской области. Относится к Яконовскому сельскому поселению.

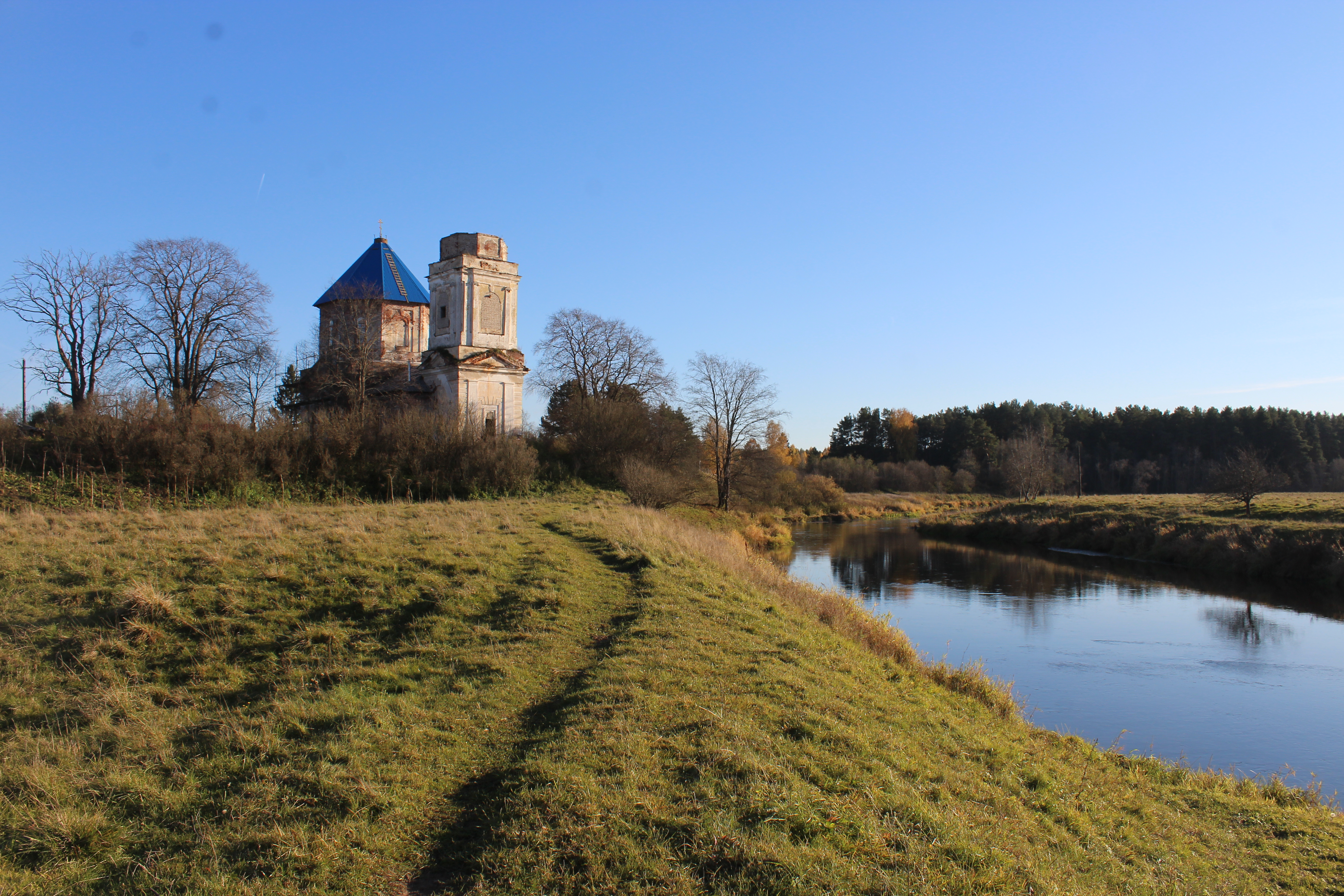
Берег реки Осуга и храм Смоленской иконы Божией Матери

## География
Село находится на берегу реки Осуга в 13 км к северо-западу от города Торжка.

## История
Монастырское село Пятница-Плот известно с 1662 года, церковь Иконы Божией Матери Смоленской в погосте Пятницком, что на Плоту, основана не позднее начала XVII столетия. Каменная Смоленская церковь с теплыми приделами Николая Чудотворца и Параскевы Пятницы возведена в 1790 году на средства прихожан и местных помещиков О. Е. Есиповой, Н. Б. Акинфеевой, В. Маевского взамен обветшалого деревянного здания 1761 года постройки. Храм закрыт, разграблен и осквернен в 1930-х годах.

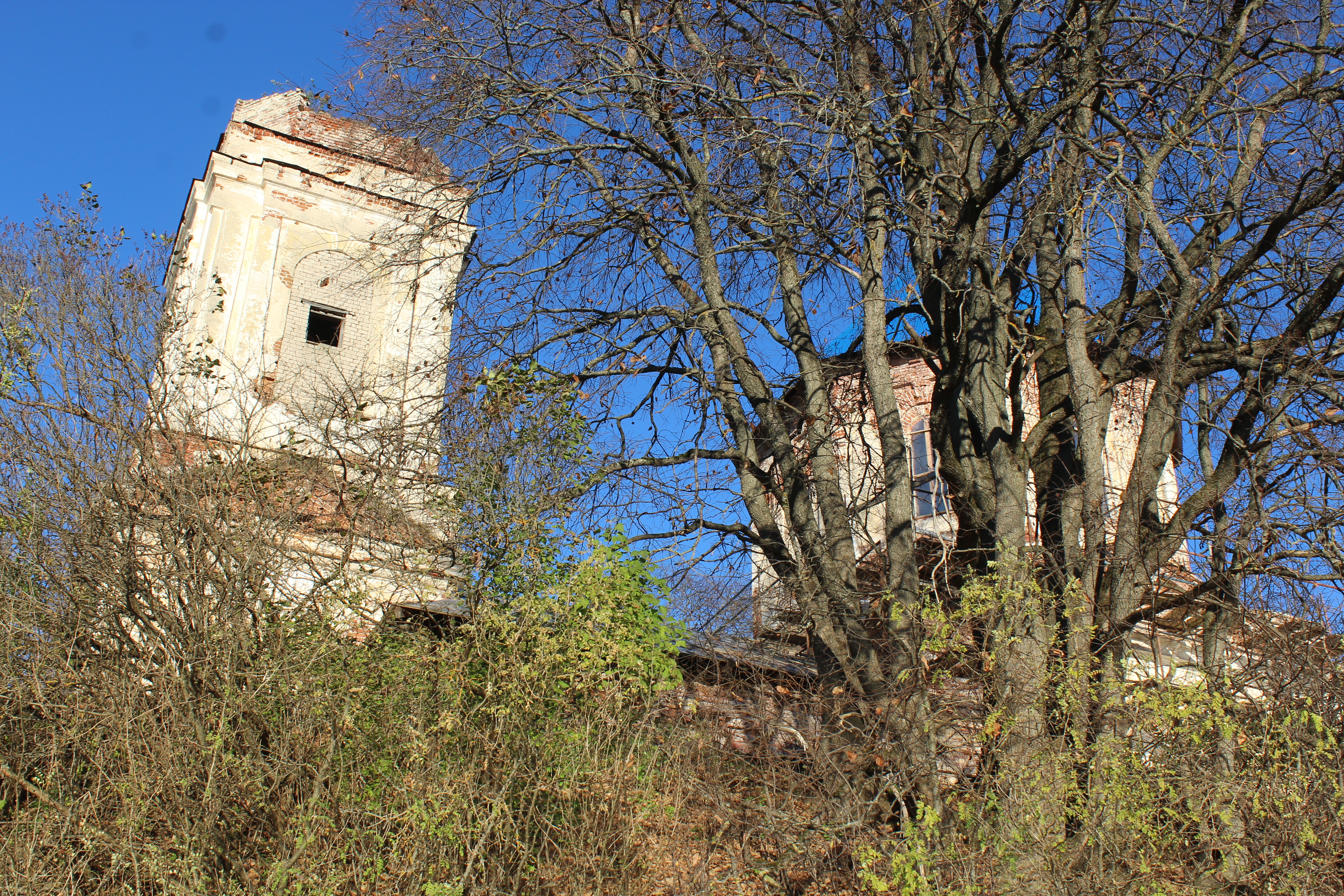
Вид на храм Смоленской иконы Божией Матери и колокольню от реки Осуга

В конце XIX — начале XX века Пятницкий погост входил в состав Новоторжской волости Новоторжского уезда Тверской губернии.

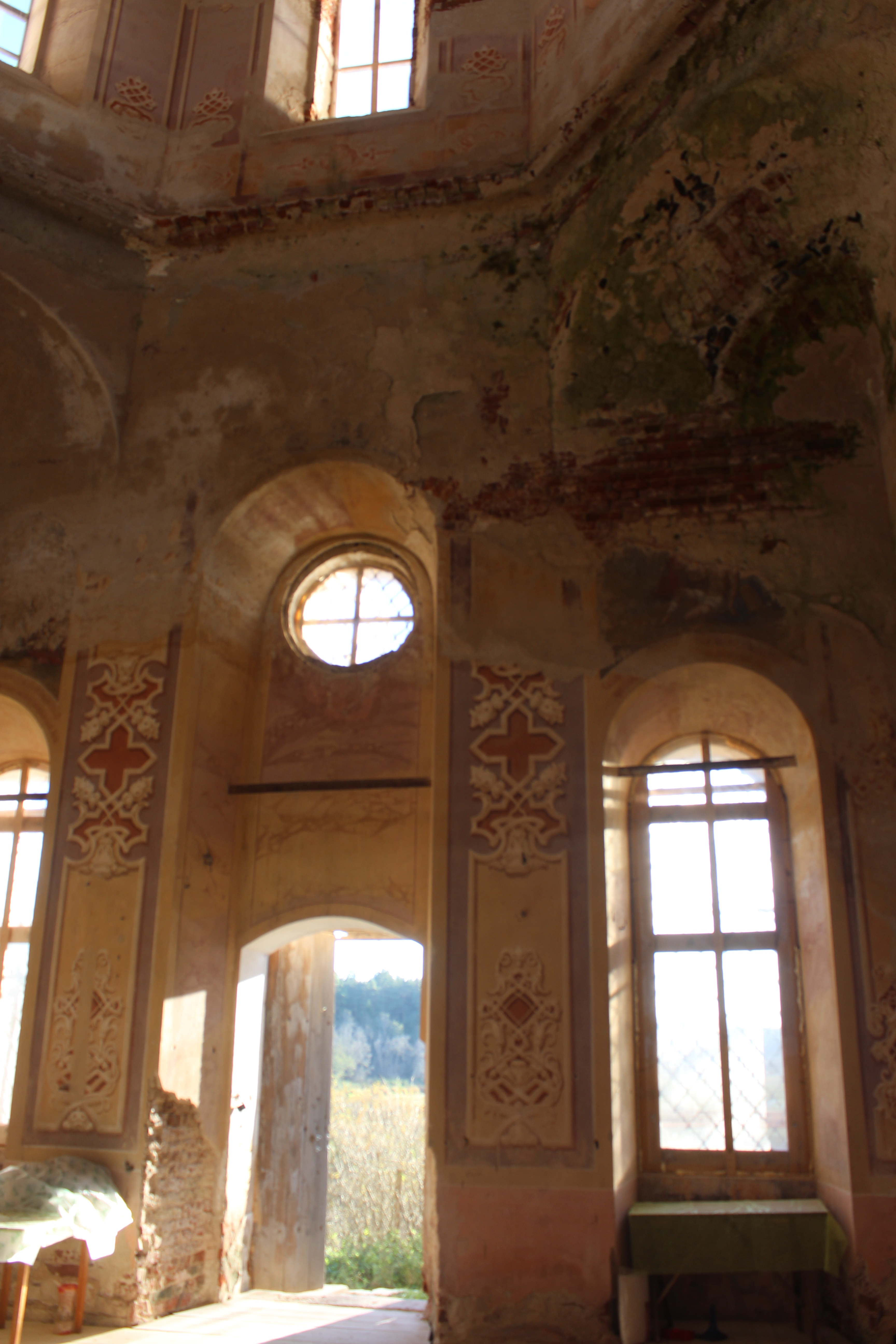
Состояние фресок в храме Смоленской иконы Божией Матери

С 1929 года село входило в состав Никольского сельсовета Торжокского района Тверского округа Московской области, с 1935 года — в составе Калининской области, с 1994 года — в составе Никольского сельского округа, с 2005 года — в составе Никольского сельского поселения, с 2017 года — в составе Яконовского сельского поселения.

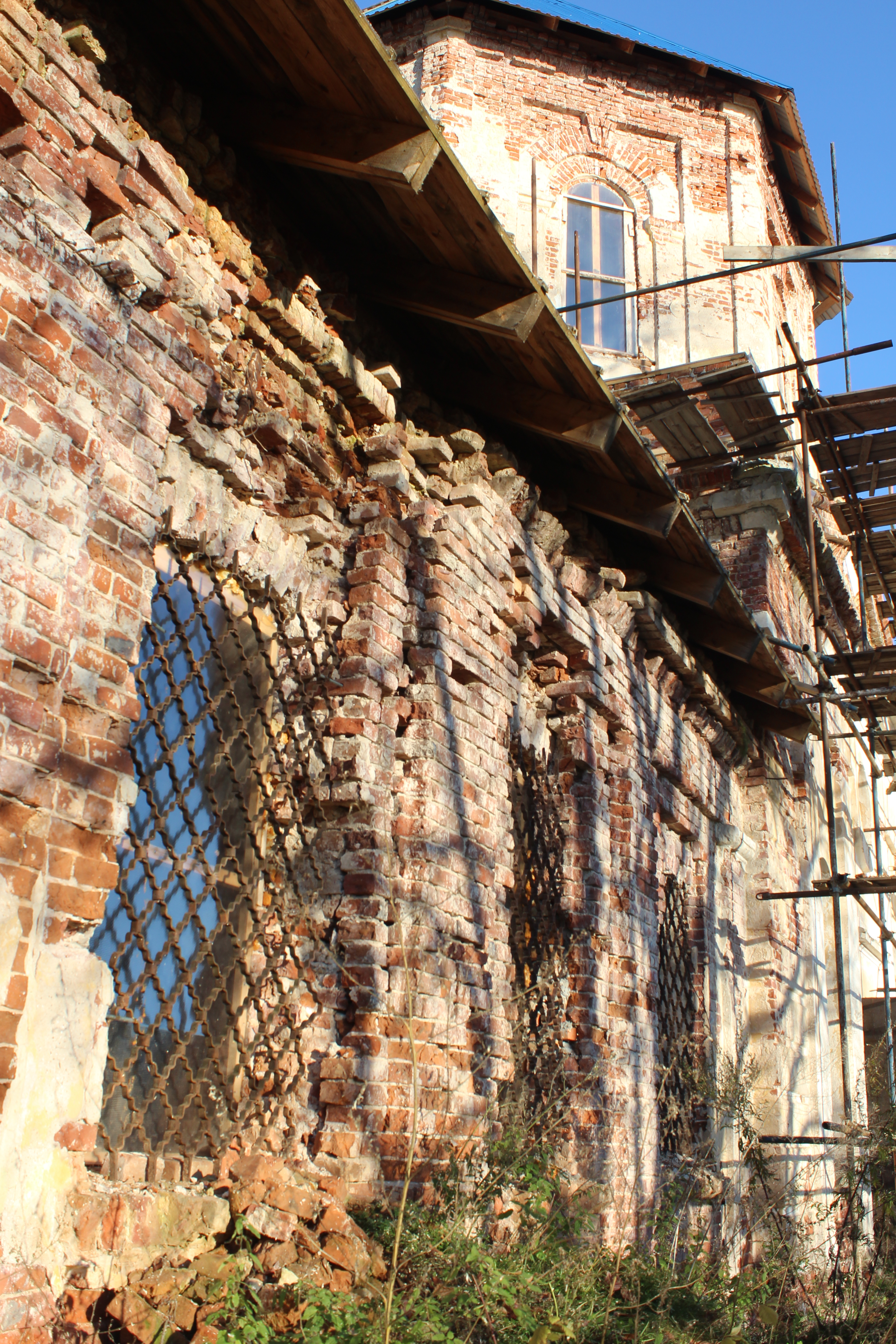
Церковь Смоленской иконы Божией Матери в строительных лесах

## Население
| 1859 | 1884 | 2002 | 2010 |
| ---- | ---- | ---- | ---- |
| 268  | ↗281 | ↘16  | →16  |

## Достопримечательности
В селе хорошо сохранилась историческая застройка и некрополь семьи Маиевских. В том числе чёрный мраморный обелиск, который находиться рядом с храмом на высоком берегу Осуги, где перечислены заслуги Николая Владимировича в области артиллерии, с другой стороны — в области астрономии: "Член Русского и Гейдельбергского астрономических обществ Маиевский, Николай Владимирович (1823—1892).
Еще при жизни Н. В. Маиевский построил деревянный мост через реку Осугу. В 70-х годах двадцатого века мост перестроили, но и сейчас все его называют «Мост Маиевского».
В селе находится Церковь Смоленской иконы Божией Матери (1790).
Храм строился долго 1791—1827 гг . Его возведению помешал сильный пожар произошедший в 1805 году, который полностью уничтожил старую деревянную и повредивший каменную церковь. Главный престол храма был освящен спустя 36 лет в 1827 году. Это новоторжский храм, позднейший образец этого типа — в плане квадратной апсидой и крупным восьмериком на низком четверике с сильно поднятым сводом. В деталях отделки фасадов проявились черты модного классического стиля (руст, лопатки, фронтон).

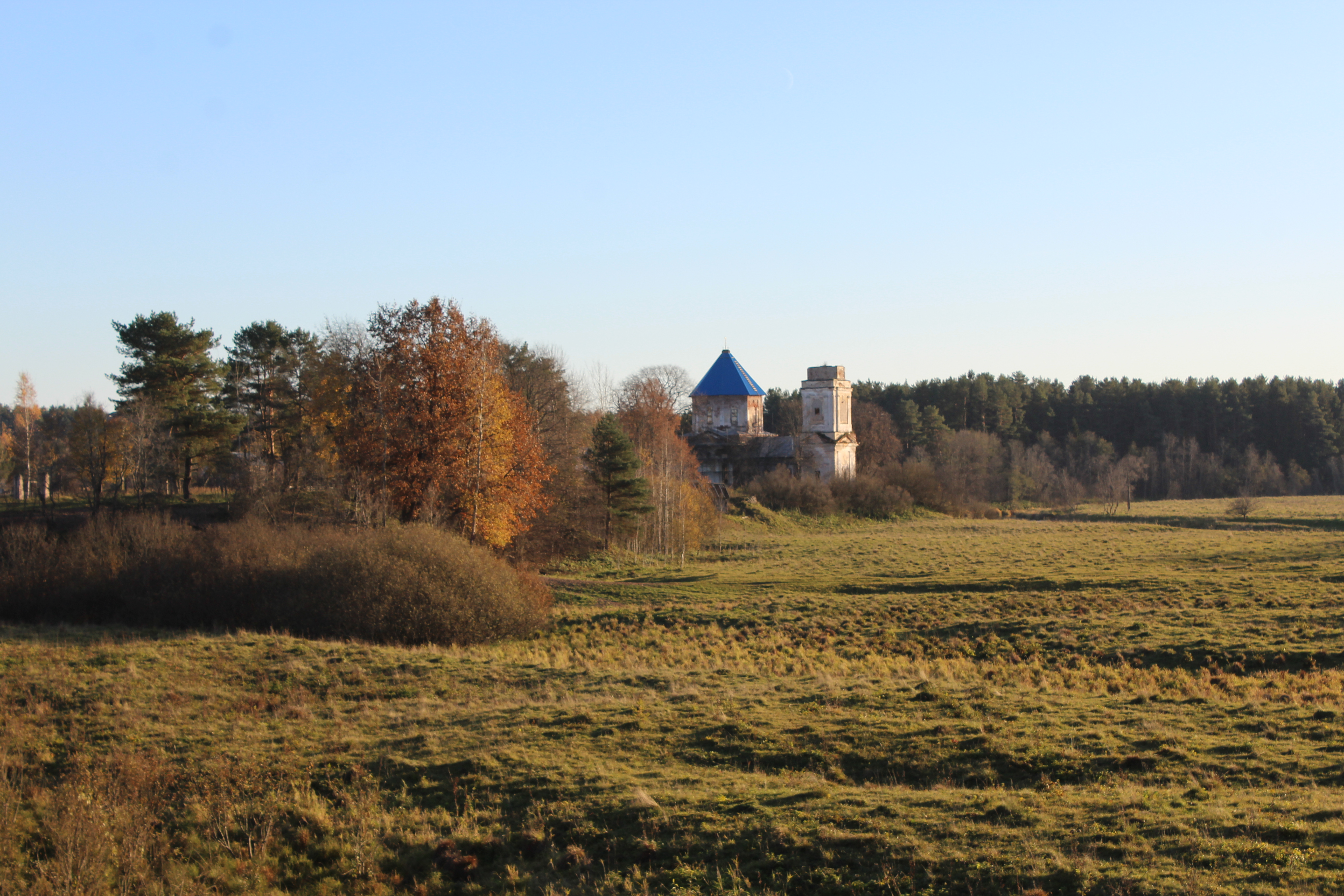
Вид на храм Смоленской иконы Божией Матери с поля